# Elisabeth Abad i Giralt
Elisabeth Abad y Giralt (Esplugas de Llobregat, 1962) es una abogada y política española, diputada en el Parlamento de Cataluña en la IX legislatura y senadora en la XI y XII legislatura, hasta mayo de 2018.

## Biografía
Es licenciada en Derecho por la Universidad de Barcelona, especializada en Derecho Administrativo y Procesal, también tiene una maestría en derecho catalán y es diplomada en Función Gerencial a las Administraciones Públicas por ESADE y en Política y Gobierno. En febrero de 2011 sustituyó en su escaño a Irene Rigau y Oliver, escogida diputada a las elecciones en el Parlamento de Cataluña de 2010. Ha sido portavoz del grupo parlamentario de CiU en la Comisión de Cooperación y Solidaridad.
No se presentó a la reelección y en enero de 2013 fue nombrada directora del Centro de Iniciativas para la Reinserción, empresa pública del Departamento de Justicia de la Generalidad de Cataluña. En noviembre de 2015 dimitió del cargo y en enero de 2016 fue designada senadora por el Parlamento de Cataluña.
En agosto de 2018 fue nombrada directora de la Agencia Catalana de Consumo.